# Могила (Ямболская область)
Могила (болг. Могила) — село в Болгарии. Находится в Ямболской области, входит в общину Тунджа. Население составляет 440 человек.

## Политическая ситуация
В местном кметстве Могила, в состав которого входит Могила, должность кмета (старосты) исполняет Христо Стоянов Христов (коалиция в составе 5 партий: Граждане за европейское развитие Болгарии (ГЕРБ), Демократы за сильную Болгарию (ДСБ), Земледельческий народный союз (ЗНС), Союз свободной демократии (ССД), Союз демократических сил (СДС)) по результатам выборов правления кметства.
Кмет (мэр) общины Тунджа — Георги Стоянов Георгиев (коалиция в составе 2 партий: Болгарская социалистическая партия (БСП) и Болгарская социал-демократия (БСД)) по результатам выборов в правление общины.